# باهلة بنت صعب
باهلة بنت صعب بن سعد المذحجية أم جاهلية يمانية نسب إليها بنوها من زوجها مالك بن أعصر ابن سعد بن قيس عيلان بن مضر ، وكانت منازلهم باليمامة، ومن جبالهم بدر، وأرمام ويذبل وشمام.